# Cypripedium alaskanum
Cypripedium alaskanum är en orkidéart som beskrevs av Paul Martin Brown. Cypripedium alaskanum ingår i släktet guckuskor, och familjen orkidéer.
Artens utbredningsområde är Alaska. Inga underarter finns listade i Catalogue of Life.